# Carrascotettix
Carrascotettix is een geslacht van rechtvleugeligen uit de familie veldsprinkhanen (Acrididae). De wetenschappelijke naam van dit geslacht is voor het eerst geldig gepubliceerd in 1995 door Carbonell.

## Soorten
Het geslacht Carrascotettix  is monotypisch en omvat slechts de volgende soort:
- Carrascotettix montanus (Bruner, 1913)